# غواردا فينيتا
غواردا فينيتا (بالإيطالية: Guarda Veneta)‏ هي بلدية في مقاطعة رفيغة في منطقة فنيتة الإيطالية. تقع على بعد 60 كيلومترًا (37 ميلًا) جنوب غرب مدينة البندقية و9 كيلومترات (6 ميل) جنوب رفيغة.